# Chikalov (Adiguesia)
Chikalov (del ruso: Чикалов) es un jútor del raión de Shovgenovski en la república de Adiguesia de Rusia. Está situado a orillas del río Giagá, 22 km al oeste de Jakurinojabl y 40 km al noroeste de Maikop, la capital de la república. Tenía 123 habitantes en 2010.
Pertenece al municipio Dukmasovskoye.